# Vektor GA-1
El Vektor GA-1 es un cañón automático producido en Sudáfrica por la empresa Denel.

## Descripción
Está basado en el cañón automático alemán MG 151/20 de la Segunda Guerra Mundial y dispara el cartucho 20 x 82 Mauser, por lo que es ligero y tiene poco retroceso. Puede instalarse a bordo de vehículos, buques de guerra y helicópteros. El prototipo de helicóptero de ataque Atlas XH-1 Alpha estaba equipado con un Vektor GA-1. 

## Usuarios
- Indonesia: Armada de Indonesia.
- Sudáfrica: Fuerzas Armadas de Sudáfrica.